# 新吉富村
新吉富村（しんよしとみむら）は福岡県の東部に位置し、築上郡に属していた村である。2005年10月11日、大平村と合併して「上毛町（こうげまち）」となった。

## 地理
福岡県の東端部に位置し、山国川をはさんで東に接する大分県中津市の生活圏、経済圏に属する。市外局番 (0979)、郵便番号(871-XXXX) も中津市と同一。
距離的にも豊前市より中津市に近く、村内にあった築上東高校（2005年3月閉校）の募集停止以降、県境を越えて中津市内の高校を受験する中学生が増えている。
また、江戸時代は現在の村内のほとんどが中津藩領に属していたことから、中津市とは市民生活や文化面での結びつきがとても強い。
そのため、福岡県が示した豊前市との合併を拒否し、大平村との合併で「上毛町」となったが、将来的には中津市との越境合併を視野に入れている。
一方、北九州都市圏にも属しているため、北九州市との結びつきも強い。

## 歴史
- 1889年（明治22年）4月1日 - 町村制施行に伴い上毛郡西吉富村・南吉富村が成立。
- 1896年（明治29年）2月26日 - 上毛郡が築城郡と合併して築上郡となる。
- 1955年（昭和30年）3月1日 - 西吉富村と南吉富村が合併。新吉富村が誕生。
- 2005年（平成17年）10月11日 - 大平村と対等合併し上毛町となったため消滅。

## 行政
- 村長：鶴田忠良（最終代）

役場支所
- 新吉富村コミュニティセンター（西吉富出張所）

## 地域

### 教育

#### 小学校
- 新吉富村立南吉富小学校
- 新吉富村立西吉富小学校

#### 中学校
村内にはなし。隣の大平村内の築上東中学校に通うことになる。

## 交通
- 鉄道路線はない。
  - 最寄り鉄道駅は吉富駅または中津駅。
- バス路線は廃止され現存しない。バスに準じる代替輸送手段として、中津市との間を結ぶ乗合タクシーを吉富町・大平村と共同運営で運行している。

### 乗合タクシー路線
- 築上東部乗合タクシー
  - 中津市 - 吉富町 - 新吉富村 - 大平村

### 道路

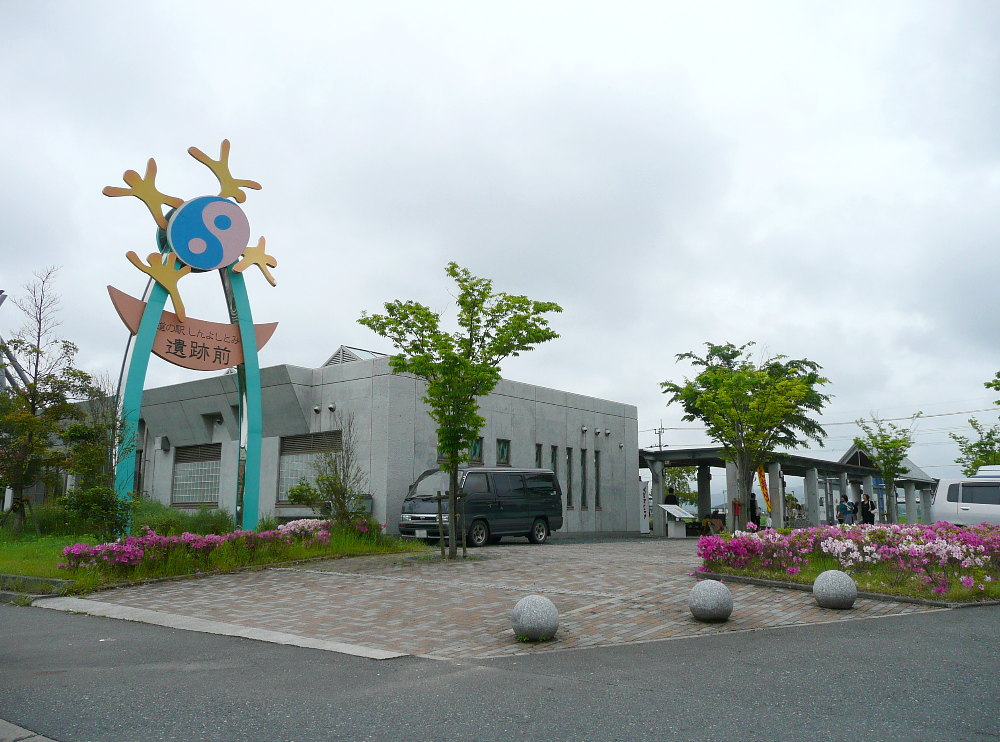
道の駅しんよしとみ

- 高速道路はない。
最寄りインターチェンジは小倉東インターチェンジ（椎田道路を含める場合は同道中村インターチェンジ）
- 一般国道
  - 国道10号
    - 道の駅 ： 道の駅しんよしとみ
- 主要地方道
  - 福岡県道・大分県道1号豊前万田線
  - 福岡県道・大分県道16号吉富本耶馬渓線